# Standortübungsplatz 'Brönnhof' und Umgebung
Standortübungsplatz 'Brönnhof' und Umgebung este o arie protejată (arie specială de conservare — SAC, sit de importanță comunitară — SCI) din Germania întinsă pe o suprafață de 2.338,09 ha, integral pe uscat.

## Localizare
Centrul sitului Standortübungsplatz 'Brönnhof' und Umgebung este situat la coordonatele 50°08′07″N 10°14′15″E / 50.1353°N 10.2375°E.

## Înființare
Situl Standortübungsplatz 'Brönnhof' und Umgebung a fost declarat sit de importanță comunitară în noiembrie 2004 pentru a proteja 2 specii de animale. Situl a fost protejat și ca arie specială de conservare în aprilie 2016.

## Biodiversitate
Situată în ecoregiunea continentală, aria protejată conține 3 habitate naturale: Fânețe de joasă altitudine (Alopecurus pratensis, Sanguisorba officinalis), Păduri de fag Asperulo-Fagetum, Păduri de stejar și carpen Galio-Carpinetum.
La baza desemnării sitului se află mai multe specii protejate:
- amfibieni (1): triton cu creastă (Triturus cristatus)
- mamifere (1): liliac cu urechi mari (Myotis bechsteinii)